# إيان ستونبريدج
إيان ستونبريدج (بالإنجليزية: Ian Stonebridge)‏ هو لاعب كرة قدم بريطاني في مركز الهجوم، ولد في 30 أغسطس 1981 في لويشام ‏ في المملكة المتحدة. شارك مع منتخب إنجلترا تحت 18 سنة لكرة القدم. أما مع النوادي، فقد لعب مع توتنهام هوتسبير ونادي بليموث أرجايل ونادي توركي يونايتد وويكمب وندررز.

## وصلات خارجية
- إيان ستونبريدج على موقع قاعدة بيانات كرة القدم.إي يو (الإنجليزية)
- إيان ستونبريدج على موقع Soccerbase.com (لاعب) (الإنجليزية)